# Яланский, Валентин Антонович
Валентин Антонович Яланский (7 ноября 1928, Блакитное, Херсонский округ — 2 января 2002, Запорожье) — председатель исполкома Запорожского городского совета (1974—1987), Почётный гражданин Запорожья. Депутат Верховного Совета УССР 9—11-го созывов.

## Биография
Родился 7 ноября 1928 года на станции Блакитное (ныне Херсонская область) в семье железнодорожника.
С 1943 года работал слесарем, в 1945—1947 годах — на пункте техосмотра вагоноремонтного пункта на станции «Запорожье-Левое». Член КПСС с 1953 года.
С 1947 по 1966 год работал на заводе «Запорожсталь»:
- в 1947—1952 годах — кладовщиком отдела капитального строительства;
- в 1952—1953 годах — бригадиром агломерационного цеха;
- в 1953—1958 годах — начальником смены копрового цеха;
- в 1958—1960 годах — начальником участка грануляции шлаков;
- в 1961—1963 годах — заместителем секретаря парткома;
- в 1963—1966 годах — заместителем директора по общим вопросам.

В 1961 году окончил металлургический факультет Всесоюзного заочного политехнического института по специальности инженер-металлург.
В 1966-1974 годах — первый заместитель председателя исполкома, а в 1974-1987 годах председатель исполнительного комитета Запорожского городского совета. Работая на посту приложил немало усилий к развитию промышленного комплекса и социальной сферы города. В период его руководства городом реконструировано Днепрогэс, высокими темпами начало развиваться жилищное строительство. В Запорожье появились новые жилые массивы: Хортицкий, Бородинский, Осипенковский, Южный. Сооружается несколько культурно-художественных комплексов: цирк, Дворец пионеров, Дворец спорта «Юность», областная универсальная научная библиотека имени А. М. Горького, детский интернат на Великом Лугу, гостиница «Украина», мемориал «Скорбящая мать», 9-и и 5-и городские больницы, универмаг «Правобережный».
Избирался депутатом Верховного Совета УССР 9-го, 10-го и 11-го созывов (1975-1990 годы). Как народный избранник он внес большой вклад в развитие дружественных отношений с городами Лахти (Финляндия), Линц (Австрия), Бирмингем (Великобритания), Оберхаузен (ФРГ), Бельфор (Франция).
С 1987 года на пенсии, был советником начальника областного управления жилищно-коммунального хозяйства. Умер 2 января 2002 года.

## Награды, звания
Награждён двумя орденами Трудового Красного Знамени (1971, 1976), орденом Дружбы народов (1981), орденом «Знак Почета» (1966), Почётной грамотой Президиума Верховного Совета Украинской ССР, пятью медалями, в том числе медалью «За доблестный труд в Великой Отечественной войне 1941—1945 годов». Имел знак отличия Президента Украины — орден «За заслуги» ІІІ степени (1998).
Почетный гражданин города Запорожье. Звание присвоено решением Запорожского городского совета № 10 от 18 ноября 1998 года.

## Память
7 ноября 2005 года, в день рождения Валентина Яланского, в Вознесеновском районе, возле цирка был открыт памятник.
Сквер в Запорожье в районе цирка носит название «Аллея имени Валентина Яланского». 8 августа 2018 года сквер был уничтожен и место было обнесено забором арендатором земельного участка для постройки нового торгового центра Сергея Кальцева. 9 августа забор был снесён горожанами в рамках акции протеста против застройки. 10 августа городской голова В. Буряк обратился в правоохранительные органы с просьбой дать оценку сложившейся ситуации.